# (16650) Sakushingakuin
(16650) Sakushingakuin est un astéroïde de la ceinture principale.

## Description
(16650) Sakushingakuin est un astéroïde de la ceinture principale. Il fut découvert le 11 octobre 1993 à Kitami par Kin Endate et Kazuro Watanabe. Il présente une orbite caractérisée par un demi-grand axe de 2,31 UA, une excentricité de 0,12 et une inclinaison de 8,2° par rapport à l'écliptique.

## Compléments